# Kubandwa
Kubandwa – kult występujący wśród ludów zamieszkujących Rwandę, koncentrujący się wokół postaci herosa Rjangombe. Ma charakter elitarny, jego adepci muszą przejść inicjację. Należą również do specjalnego stowarzyszenia.
Pomimo hermetycznego charakteru stanowi element spajający grupy etniczne i plemiona zamieszkujące Rwandę, nie zwraca się w nim bowiem uwagi na przynależność etniczną.
Według wierzeń tradycyjnych jego wtajemniczeni wyznawcy po śmierci przebywają wraz z Rjangombe we wnętrzu wygasłego wulkanu Karisimbi.
Ze względu na prawdopodobnie ludowe korzenie kultu kubandwa etykieta dworska Rwandy wymagała, by  władca (mwami) nie był w żaden sposób z nim związany.
Obecnie ma marginalne znaczenie.